# Berl Locker
Berl Locker, Beryl Locker (hebr.: ברל לוקר, ur. 27 kwietnia 1887 w Krzywiecu w Galicji, zm. 7 lutego 1972) – izraelski prawnik i polityk, w latach 1948–1956 dyrektor Agencji Żydowskiej, w latach 1955–1959 poseł do Knesetu z listy Mapai.
W wyborach parlamentarnych w 1955 po raz pierwszy i jedyny dostał się do izraelskiego parlamentu.